# کامپتون ابدیل
کامپتون ابدیل (به انگلیسی: Compton Abdale) یک روستا و محله مدنی در بریتانیا است که در Cotswold واقع شده‌است. کامپتون ابدیل ۱۲۵ نفر جمعیت دارد.